# Схема сніжинки

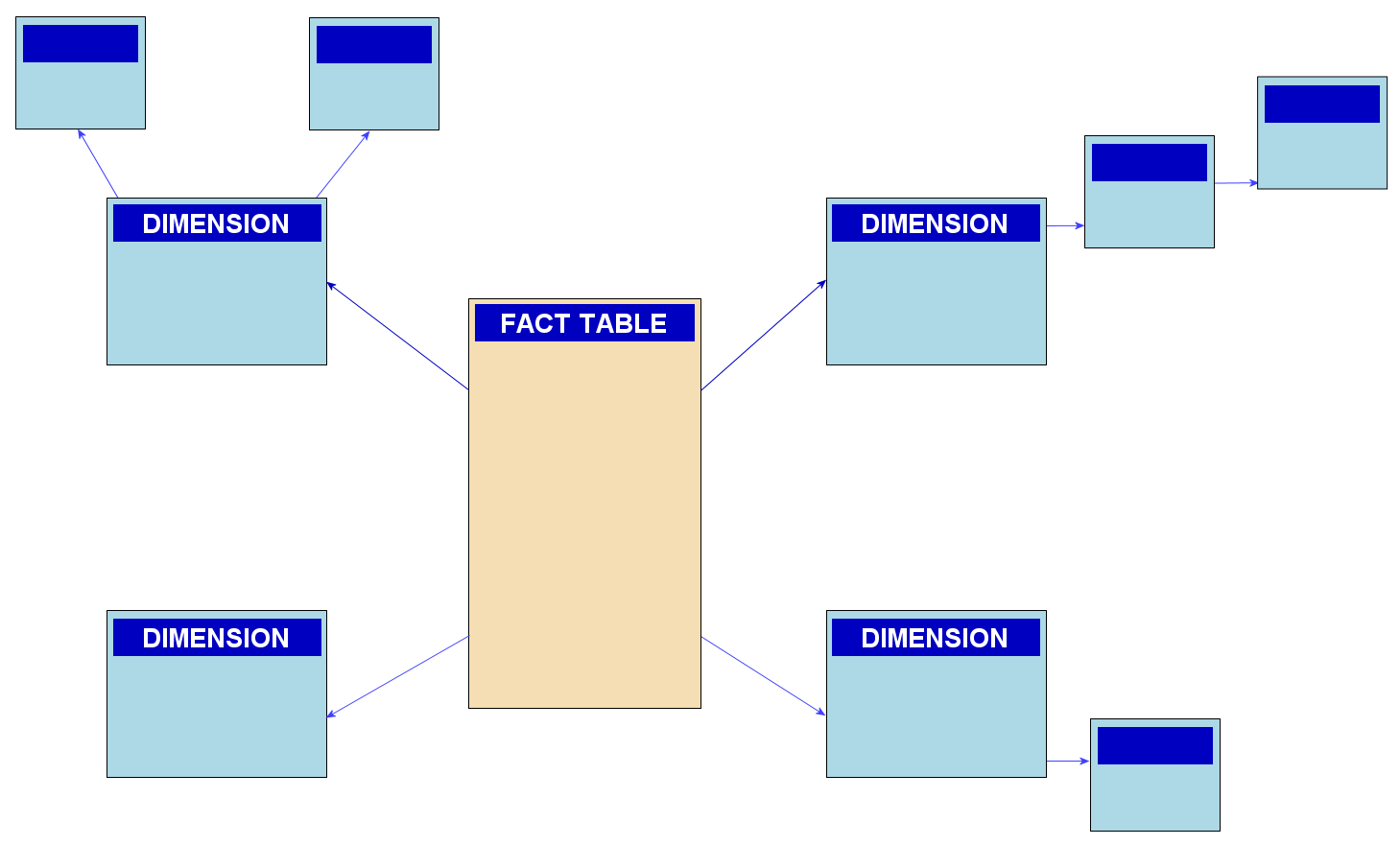
Схема сніжинки є варіантом схеми зірки, який характеризується нормалізацією таблиць розмірностей.

У комп'ютингу, схема сніжинки — це логічна структура таблиць в багатовимірній базі даних, що моделює зв'язки об'єктів. За формою ця схема подібна до сніжинки. Схема сніжинки представлена таблицями фактів, які знаходяться у центрі та пов'язані з численними розмірностями. «Snowflaking» — це метод нормалізації таблиць розмірностей в зіркоподібну схему. Коли вона повністю нормалізована по всім таблицям розмірностей, її структура нагадує сніжинку з таблицею фактів у центрі. Цей підхід ґрунтується на нормалізації таблиць розмірностей шляхом усунення атрибутів з низькою потужністю та утворенням окремих таблиць.
Схема сніжинки подібна до схеми зірки. Однак, в схемі сніжинки, розмірності нормалізовані в декілька пов'язаних таблиць, тоді як розмірності в зіркоподібній схеми при денормалізації представлені однією таблицею. Складна форма сніжинки виникає, коли розміри схеми сніжинки є складними, мають численні рівні відношень, а дочірні таблиці мають кілька батьківських таблиць («розгалужень»).

## Загальне використовування
Схеми зірки і сніжинок найбільш часто зустрічаються в багатовимірній багатовимірній базі даних і вітрині даних, де швидкість вибірки даних є більш важливою, ніж ефективність маніпуляцій з даними. Таким чином, таблиці в цих схемах не нормалізовані, і часто розроблені на рівні нормалізації, яка відома як третя нормальна форма.

## Нормалізація даних та їх зберігання
Нормалізація бази даних розбиває дані, щоб уникнути надмірності (дублювання) шляхом переміщення часто повторюваних груп даних в нових таблицях. Тому нормалізація має тенденцію до збільшення кількості таблиць, які повинні бути об'єднані для виконання даного запиту, але зменшує простір, необхідний для зберігання даних і кількості місць, де нормалізація повинна бути оновлена при зміні даних.
З точки зору зберігання, таблиці розмірностей, як правило, малі в порівнянні з таблицями фактів. Це часто зводить нанівець переваги потенційного накопичувального простору зіркоподібної схеми в порівнянні зі схемою сніжинки. Приклад: Один мільйон угод купівлі-продажу в 200 магазинах в 220 країнах призведе до 1,000,200 записів в зіркоподібну схему (1,000,000 записів в таблиці фактів і 200 записів в таблиці розмірів, де кожна країна буде перерахована в явному вигляді для кожного магазину в цій країні). Більш нормалізованою буде схема сніжинки з ключами країн, які відносяться до таблиці країн, схема буде складатися з тих же 1000000 записів у таблиці фактів, 200 записів у таблиці магазинів з посиланнями на польову таблицю з 220 записами. В цьому випадку, зіркоподібна схема, хоча додатково денормалізована, буде тільки зменшувати кількість або запис за допомогою (дуже незначною) коефіцієнта 0.9997800923612083 (= [1000000 + 200], поділених на [1000000 + 200 + 220])
Деякі розробники баз даних пішли на компроміс у шляху створення базової схеми сніжинки за допомогою методу, який виконує багато з необхідних об'єднань для імітації зіркоподібній схеми. Це забезпечує переваги у зберіганні, що досягається за рахунок нормалізації розмірів, а також легкість створення запитів, що забезпечує зіркоподібна схема. Компроміс в тому, що вимога включати автоматично основні сервера для виконання може привести до зниження продуктивності при запиті, а також до додаткових приєднань до таблиць, які не можуть бути необхідні для виконання певних запитів.

## Переваги
Схема сніжинки знаходиться в одній і тій самій сім'ї, як і логічна модель схеми зірки. Справді, схема зірки вважається окремим випадком схеми сніжинки. Схема сніжинки забезпечує деякі переваги в порівнянні з схемою зірки в певних ситуаціях, в тому числі:
- Деякі OLAP інструменти моделювання багатовимірної бази даних оптимізовані для схеми сніжинки.[2]
- Нормалізація атрибутів результатів для економії дискового простору, але збільшується складність вихідного запиту.

## Недоліки
Основним недоліком схеми сніжинки є те, що додаткові рівні атрибутів нормалізації додають складності вихідному запиту порівняно зі схемою зірки.
Схеми сніжинки, на відміну від плоских одномірних таблиць, були сильно розкритиковані. Їх метою вважається ефективне і компактне зберігання унормованих даних, але при значній вартості, низькій продуктивності при перегляді об'єднань потрібних в цьому вимірі. Цей недолік може бути зменшений в наступні роки, так як було перше покращення роботи схеми, завдяки більш високій продуктивності запитів в рамках перегляду інструментів.
У порівнянні з високою нормалізацією транзакційної схеми, денормалізація схеми сніжинки знищує цілісність даних, наданих нормалізованими схемами. Завантаження даних в схему сніжинки необхідно сильно контролювати, щоб уникнути поновлення та появи аномалій.

## Приклади

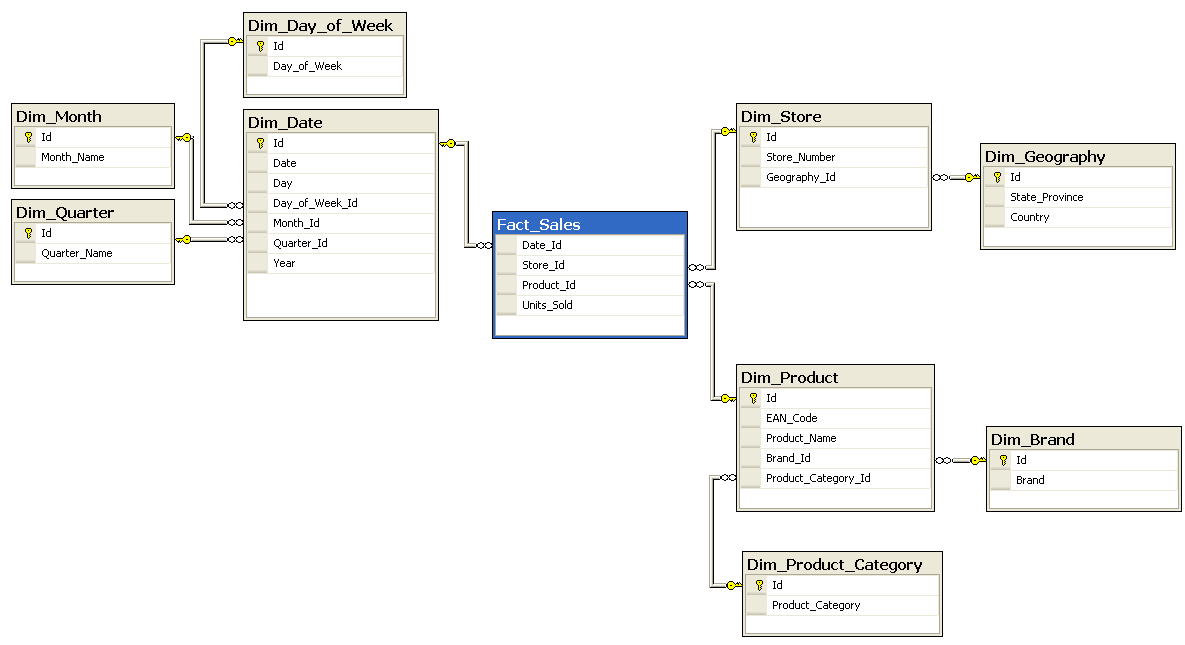
Схема сніжинки, яка використовується у прикладі запиту.

Прикладом схеми, зображеної праворуч, є варіант прикладу зіркоподібної схеми, представленої в статті про схему зірки.
Наступним прикладом запит схеми сніжинки є еквівалент коду зіркоподібної схеми, який повертає загальну кількість проданих одиниць по марці і по країні за 1997 рік. Зверніть увагу, що запит схеми сніжинки вимагає набагато більше об'єднань, ніж версія зіркоподібній схеми, яка використовується для виконання простих запитів. Перевагою використання схеми сніжинки в цьому прикладі є те, що вимоги до пам'яті нижче, оскільки схема сніжинки усуває багато повторюваних значень для розмірностей.
```
SELECT

	
B
.
Brand
,

	
G
.
Country
,

	
SUM
(
F
.
Units_Sold
)

FROM
 
Fact_Sales
 
F

INNER
 
JOIN
 
Dim_Date
 
D
             
ON
 
F
.
Date_Id
 
=
 
D
.
Id

INNER
 
JOIN
 
Dim_Store
 
S
            
ON
 
F
.
Store_Id
 
=
 
S
.
Id

INNER
 
JOIN
 
Dim_Geography
 
G
        
ON
 
S
.
Geography_Id
 
=
 
G
.
Id

INNER
 
JOIN
 
Dim_Product
 
P
          
ON
 
F
.
Product_Id
 
=
 
P
.
Id

INNER
 
JOIN
 
Dim_Brand
 
B
            
ON
 
P
.
Brand_Id
 
=
 
B
.
Id

INNER
 
JOIN
 
Dim_Product_Category
 
C
 
ON
 
P
.
Product_Category_Id
 
=
 
C
.
Id

WHERE

	
D
.
Year
 
=
 
1997
 
AND

	
C
.
Product_Category
 
=
 
'tv'

GROUP
 
BY

	
B
.
Brand
,

	
G
.
Country

```

## Літературні джерела
- Anahory, S.; D. Murray. Data Warehousing in the Real World: A Practical Guide for Building Decision Support Systems. Addison Wesley Professional.
- Kimball, Ralph (1996). The Data Warehousing Toolkit. John Wiley.

## Додаткові посилання
- «Why is the Snowflake Schema a Good Data Warehouse Design? [Архівовано 10 серпня 2017 у Wayback Machine.]» by Mark Levene and George Loizou
- Reverse Snowflake Joins [Архівовано 17 червня 2018 у Wayback Machine.]